# 富士貯蓄信用組合
富士貯蓄信用組合（ふじちょちくしんようくみあい）は、愛媛県今治市に本店を置いていた信用協同組合。1999年10月1日に伊予銀行に吸収合併された。
この直後の同年10月12日に朝銀愛媛信用組合も他の中四国・九州の朝銀信用組合と合併して朝銀西信用組合（本店：岡山県岡山市）となったため、愛媛県に本店を置く信用組合は消滅した。

## 概要
1952年12月に設立。主要取引先の倒産などの影響で、1976年3月期決算で8億79百万円の欠損金を計上し、当時の監督庁であった愛媛県の要請で伊予銀行が理事長を派遣し1980年には低利融資を実施するなど伊予銀行が人的・資金面で支援を行ってきた。
1998年3月期決算では自己資本比率が2.53％と国内基準の4％を下回り金融機関の早期是正措置に基づき監督官庁の県に経営改善計画を提出する一方で、伊予銀行に合併を要請。伊予銀行は要請を受け入れ、1999年10月1日に伊予銀行に吸収合併された。富士貯蓄信用組合の本店と丹原出張所は廃止され、業務は伊予銀行の今治支店、丹原支店が継承した。また職員19名のうち、希望した13名が伊予銀行に移籍した。

## 沿革
- 1952年12月 - 「富士貯蓄信用組合」設立。
- 1999年10月1日 - 伊予銀行に吸収合併され消滅。

## 店舗
- 本店 - 愛媛県今治市共栄町2丁目3-1
  - 旧本店ビルは廃止後に瀬野汽船･四国開発フェリーの本社として利用されていたが、現在は建て替えられている。
- 丹原出張所 - 愛媛県西条市丹原町大字丹原167